# Hoplunnis tenuis
Hoplunnis tenuis är en fiskart som beskrevs av Ginsburg, 1951. Hoplunnis tenuis ingår i släktet Hoplunnis och familjen Nettastomatidae. Inga underarter finns listade i Catalogue of Life.